# Courtney Tulloch
Courtney James Matthew Winston Tulloch, né le 6 octobre 1995 à Lewisham (Angleterre), est un gymnaste artistique britannique.

## Carrière
Aux Championnats d'Europe de gymnastique artistique 2023 à Antalya, il remporte la médaille de bronze par équipe.

## Palmarès

### Championnats du monde
- Liverpool 2022
  -  médaille de bronze au concours par équipes
  -  médaille de bronze aux anneaux

### Championnats d'Europe
- Antalya 2023
  -  médaille de bronze au concours par équipes

- Munich 2022
  -  médaille d'or au concours par équipes
  -  médaille de bronze aux anneaux

- Glasgow 2018
  -  médaille d'argent au concours par équipes
  -  médaille de bronze aux anneaux

- Cluj-Napoca 2017
  -  médaille d'argent aux anneaux

- Berne 2016
  -  médaille d'argent au concours par équipes